# 茂木重次郎
茂木 重次郎（もてき じゅうじろう、1859年3月27日（安政6年2月23日） - 1932年（昭和7年）3月3日）は、日本の化学技術者、実業家である。日本ペイントの創業者として知られている。

## 経歴・人物
大和の郡山藩大参事の家系の子として生まれる。1873年（明治6年）に同藩の選抜で上京し、慶應義塾を経て開成学校機械科・同精錬科に入学した。1874年（明治7年）の卒業直後に同学校のお雇い外国人教師として活動していたゴットフリード・ワグネルからの知遇により、実兄の茂木春太と共に鉛を主成分にした白粉に代わって中毒性が無い亜鉛華の白粉の製造の研究を行い、同時に亜鉛華を塗料の原料とする研究に携わる。その後は研究にとどまらず亜鉛華を成分とする塗料の製造にも携わり、1880年（明治13年）には日本初の洋式塗料ペンキが開発された。
翌1881年（明治14年）には兄の春太と共に同塗料の製造会社である現在の日本ペイントの前身であった光明社を私費にて設立。また同年開催された第2回内国勧業博覧会に出席し、同会で大日本帝国海軍と取引していた田川謙三と親交を持ち同社が製造する塗料の共同開発および研究の形式で業績向上に尽力した。これによって1883年（明治16年）からは海軍からの要請により、艦船用の調合ペイントの製造命令を受けその開発に携わる。しかし同時期に実兄の死去や同社の工場が消失するといった不幸にあったが、1886年（明治19年）皇居の造営によって同社の塗料が使用されその業績として銀牌を受賞した。その後は官需や軍需にとどまらず、民需の増加に尽力しゴム工業等の塗料以外の生産向上に貢献した。

## 栄典
- 緑綬褒章 - 1911年（明治44年）受章[4]。